# The Rough Kutz
The Rough Kutz is een Britse skaband. De band is opgericht in 1994 in Stoke-on-Trent (Engeland) door Hazza (hammondorgel), Brigga (zang) en Rat (gitaar). In 1999 werd de eerste lp, getiteld A Bit o' Rough, uitgegeven bij het Skanky'Lil Records (Antwerpen). Daarnaast heeft de band meerdere malen door Europa getoerd.

## Leden
- Brigga - zang
- Mucka - zang
- Hazza - hammondorgel
- Sean - gitaar
- Tony - basgitaar
- Chris - saxofoon
- Rat - gitaar
- Nick - drums

## Discografie
- A Bit o' Rough (2001, Skanky'Lil Records)
- Welcome to our world (2003, Skanky'Lil Records)
- Another week another war (2006, Skanky'Lil Records)